# Dajr Mama
Dajr Mama – miejscowość w Syrii, w muhafazie Hama. W 2004 roku liczyła 2985 mieszkańców.